# سلاپی (منطقه تابور)
سلاپی (به چکی: Slapy) یک منطقهٔ مسکونی در جمهوری چک است که در منطقه تابور واقع شده‌است. سلاپی ۶٫۳۲ کیلومتر مربع مساحت و ۴۶۴ نفر جمعیت دارد و ۵۰۰ متر بالاتر از سطح دریا واقع شده‌است.